# Grand Prix automobile de Monza 1931
Le Grand Prix automobile de Monza 1931 (IV Gran Premio di Monza) est un Grand Prix qui s'est tenu à Monza le 6 septembre 1931 et disputé par deux catégories de voitures: les voiturettes (moins de 1 100 cm3) et les voitures de Grand Prix (plus de 1 100 cm3). Les voiturettes disputent une course directe, sans manche qualificative. Les voitures de Grand Prix sont réparties en trois classes: les véhicules de moins de 2 000 cm3, les véhicules de moins de 3 000 cm3 et les véhicules de plus de 3 000 cm3 et les véhicules de moins de 1 100 cm3. Chacune de ces classes qualifie quatre pilotes pour la manche finale, auxquels s'ajoutent les trois meilleurs issus d'une manche de repêchage.

## Course des voiturettes

### Grille de départ
| 1re ligne | Pos. 1         | Pos. 2          | Pos. 3                 | Pos. 4                  | Pos. 5            |
| --------- | -------------- | --------------- | ---------------------- | ----------------------- | ----------------- |
|           | Scaron Amilcar | Pratesi Salmson | Arco-Zinneberg Amilcar | Gerardi Amilcar         | Decaroli Salmson  |
| 2e ligne  | Pos. 6         | Pos. 7          | Pos. 8                 | Pos. 9                  | Pos. 10           |
|           | Boucly Salmson | Premoli Salmson | Platé BNC              | Dourel Amilcar          | *                 |
| 3e ligne  | Pos. 11        | Pos. 12         | Pos. 13                | Pos. 14                 | Pos. 15           |
|           | Macher DKW     | Marret Salmson  | « Chevallier » Amilcar | Matrullo Bugatti-Talbot | Paschetta Amilcar |
| 4e ligne  | Pos. 16        | Pos. 17         | Pos. 18                | Pos. 19                 | Pos. 20           |
|           | *              | *               | Klinger Maserati       | Giraud-Cabantous Caban  | *                 |

### Classement de la course
| Pos. | no | Pilote                        | Écurie                    | Châssis            | Tours | Temps/Abandon                 | Grille |
| ---- | -- | ----------------------------- | ------------------------- | ------------------ | ----- | ----------------------------- | ------ |
| 1    | 2  | José Scaron                   | Privé                     | Amilcar MCO        | 20    | 1 h 0 min 47 s 4 (135,4 km/h) | 1      |
| 2    | 16 | Luigi Premoli                 | Privé                     | Salmson            | 20    | + 2 min 19 s 0                | 7      |
| 3    | 6  | Engelbert Graf Arco-Zinneberg | Privé                     | Amilcar            | 20    | + 2 min 39 s 6                | 3      |
| 4    | 40 | Yves Giraud-Cabantous         | Privé                     | Caban Spéciale     | 20    | + 3 min 31 s 0                | 19     |
| 5    | 38 | Umberto Klinger               | Officine Alfieri Maserati | Maserati 4CTR      | 20    | + 4 min 17 s 0                | 18     |
| 6    | 20 | Emil Dourel                   | Privé                     | Amilcar CO         | 20    | + 5 min 38 s 0                | 9      |
| 7    | 18 | Luigi Platé                   | Privé                     | BNC-Ruby 527       | 20    | + 7 min 0 s 0                 | 8      |
| 8    | 4  | Albino Pratesi                | Privé                     | Salmson            | 20    | + 8 min 1 s 2                 | 2      |
| 9    | 12 | Marcel Boucly                 | Privé                     | Salmson            | 20    | + 12 min 51 s 2               | 6      |
| 10   | 26 | Gerhard Macher                | Privé                     | DKW RWD            | 20    | + 14 min 55 s 0               | 11     |
| Abd. | 28 | Victor Marret                 | Privé                     | Salmson            | 8     |                               | 12     |
| Abd. | 8  | Aldo Gerardi                  | Privé                     | Amilcar            | 8     |                               | 4      |
| Abd. | 10 | Louis Decaroli                | Privé                     | Salmson            | 8     |                               | 5      |
| Abd. | 36 | Spartaco Paschetta            | Privé                     | Amilcar            | 5     |                               | 15     |
| Abd. | 32 | Francesco Matrullo            | Privé                     | Bugatti-Talbot     | 4     |                               | 14     |
| Abd. | 30 | « Chevallier »                | Privé                     | Amilcar            | 1     |                               | 13     |
| Np.  | 14 | Filippo Ardizzone             | Privé                     | Maserati Tipo 26 C |       | Non partant                   |        |
| Np.  | 22 | « X »                         | Privé                     | Maserati Tipo 26 C |       | Non partant                   |        |
| Np.  | 24 | Giulio Aymini                 | Privé                     | Monaco             |       | Non partant                   |        |
| Np.  | 34 | « X »                         | Privé                     | « X »              |       | Non partant                   |        |

- Légende: Abd.=Abandon ; Np.=Non partant

## Course des voitures de Grand Prix

### Première manche

#### Grille de départ
| 1re ligne | Pos. 1                 | Pos. 2               | Pos. 3              | Pos. 4               | Pos. 5            |
| --------- | ---------------------- | -------------------- | ------------------- | -------------------- | ----------------- |
|           | Czaykowski Bugatti     | Rey Bugatti          | Pedrazzini Maserati | Balestrero Bugatti   | Toselli Bugatti   |
| 2e ligne  | Pos. 6                 | Pos. 7               | Pos. 8              | Pos. 9               | Pos. 10           |
|           | Ruggeri Maserati       | Morandi Bugatti      | Pirola Alfa Romeo   | Romano Bugatti       | Biondetti Bugatti |
| 3e ligne  | Pos. 11                | Pos. 12              | Pos. 13             | Pos. 14              | Pos. 15           |
|           | « Hellé Nice » Bugatti | Cobianchi Alfa Romeo | Antonaci Bugatti    | Cazzaniga Alfa Romeo | Jonoch Alfa Romeo |
| 4e ligne  | Pos. 16                | Pos. 17              | Pos. 18             | Pos. 19              | Pos. 20           |
|           | *                      | *                    | Eminente Bugatti    | *                    | *                 |

#### Classement de la course
| Pos. | no | Pilote                | Écurie                    | Châssis               | Tours | Temps/Abandon              | Grille |
| ---- | -- | --------------------- | ------------------------- | --------------------- | ----- | -------------------------- | ------ |
| 1    | 16 | Amedeo Ruggeri        | Officine Alfieri Maserati | Maserati Tipo 26 B    | 14    | 38 min 48 s 6 (148,5 km/h) | 6      |
| 2    | 28 | Clemente Biondetti    | Privé                     | Bugatti Type 35C      | 14    | + 37 s 2                   | 10     |
| 3    | 34 | Stanisław Czaykowski  | Privé                     | Bugatti Type 35       | 14    | + 53 s 6                   | 1      |
| 4    | 8  | Carlo Pedrazzini      | Privé                     | Maserati Tipo 26 B    | 14    | + 1 min 8 s 2              | 3      |
| 5    | 20 | Giuseppe Morandi      | Privé                     | Bugatti Type 35       | 14    | + 1 min 29 s 6             | 7      |
| 6    | 10 | Renato Balestrero     | Privé                     | Bugatti Type 35       | 14    | + 2 min 5 s 6              | 4      |
| 7    | 26 | Emilio Romano         | Privé                     | Bugatti Type 35       | 14    | + 2 min 7 s 6              | 9      |
| 8    | 40 | Gerolamo Antonaci     | Privé                     | Bugatti Type 35       | 14    | + 2 min 39 s 6             | 13     |
| 9    | 34 | Hellé Nice            | Privé                     | Bugatti Type 35C      | 14    | + 3 min 58 s 8             | 11     |
| 10   | 52 | Emilio Eminente       | Privé                     | Bugatti Type 35       | 14    | + 5 min 10 s 8             | 18     |
| 11   | 44 | Carlo Cazzaniga       | Privé                     | Alfa Romeo 6C 1750 GS | 14    | + 5 min 22 s 0             | 14     |
| Abd. | 46 | Giovanni Jonoch       | Privé                     | Alfa Romeo 6C 1750 GS | 12    |                            | 15     |
| Abd. | 36 | Vittorio Cobianchi    | Privé                     | Alfa Romeo 6C 1750 GS | 4     |                            | 12     |
| Abd. | 24 | Francesco Pirola      | Privé                     | Alfa Romeo 6C 1750 GS | 3     | Accident                   | 8      |
| Abd. | 12 | Frédéric Toselli      | Privé                     | Bugatti Type 35       | 2     | Accident                   | 5      |
| Abd. | 6  | Pierre Rey            | Privé                     | Bugatti Type 35       | 2     |                            | 2      |
| Np.  | 2  | « X »                 | Privé                     | « X »                 |       | Non partant                |        |
| Np.  | 14 | Yves Giraud-Cabantous | Privé                     | Bugatti Type 35       |       | Engagé sur voiturette      |        |
| Np.  | 18 | « X »                 | Privé                     | « X »                 |       | Non partant                |        |
| Np.  | 22 | Carlo Di Vecchio      | Scuderia Materassi        | Talbot 700            |       | Non partant                |        |
| Np.  | 30 | « X »                 | Privé                     | « X »                 |       | Non partant                |        |
| Np.  | 32 | « X »                 | Privé                     | « X »                 |       | Non partant                |        |
| Np.  | 38 | Sergio Rusca          | Privé                     | Bugatti Type 35       |       | Non partant                |        |
| Np.  | 42 | Guglielmo Peri        | Privé                     | Bugatti Type 35       |       | Non partant                |        |
| Np.  | 48 | « X »                 | Privé                     | « X »                 |       | Non partant                |        |
| Np.  | 50 | « X »                 | Privé                     | « X »                 |       | Non partant                |        |

- Légende: Abd.=Abandon ; Np.=Non partant

### Deuxième manche

#### Grille de départ
| 1re ligne | Pos. 1            | Pos. 2             | Pos. 3                 | Pos. 4           | Pos. 5               |
| --------- | ----------------- | ------------------ | ---------------------- | ---------------- | -------------------- |
|           | Minoia Alfa Romeo | Dafarra Bugatti    | Borzacchini Alfa Romeo | Dreyfus Maserati | Fagioli Maserati     |
| 2e ligne  | Pos. 6            | Pos. 7             | Pos. 8                 | Pos. 9           | Pos. 10              |
|           | Ghersi Bugatti    | Minozzi Alfa Romeo | Lehoux Bugatti         | Cerami Maserati  | Étancelin Alfa Romeo |
| 3e ligne  | Pos. 11           | Pos. 12            | Pos. 13                | Pos. 14          | Pos. 15              |
|           | *                 | *                  | Castelbarco Maserati   | *                | *                    |

#### Classement de la course
| Pos. | no | Pilote                   | Écurie                    | Châssis                   | Tours | Temps/Abandon              | Grille |
| ---- | -- | ------------------------ | ------------------------- | ------------------------- | ----- | -------------------------- | ------ |
| 1    | 66 | Luigi Fagioli            | Officine Alfieri Maserati | Maserati 8C 2800          | 14    | 36 min 56 s 8 (156,0 km/h) | 5      |
| 2    | 62 | René Dreyfus             | Officine Alfieri Maserati | Maserati 8C 2800          | 14    | + 0 s 8                    | 4      |
| 3    | 54 | Ferdinando Minoia        | SA Alfa Romeo             | Alfa Romeo 8C 2300 Spider | 14    | + 1 min 22 s 4             | 1      |
| 4    | 72 | Marcel Lehoux            | Privé                     | Bugatti Type 51           | 14    | + 1 min 25 s 0             | 8      |
| 5    | 68 | Pietro Ghersi            | Privé                     | Bugatti Type 35B          | 14    | + 1 min 32 s 4             | 6      |
| 6    | 70 | Giovanni Minozzi         | SA Alfa Romeo             | Alfa Romeo Monza          | 14    | + 2 min 4 s 4              | 7      |
| 7    | 76 | Philippe Étancelin       | Privé                     | Alfa Romeo Monza          | 14    | + 2 min 4 s 6              | 10     |
| 8    | 58 | Baconin Borzacchini      | SA Alfa Romeo             | Alfa Romeo Monza          | 14    | + 2 min 32 s 8             | 3      |
| 9    | 78 | Luigi Castelbarco        | Privé                     | Maserati Tipo 26 M        | 14    | + 3 min 12 s 6             | 13     |
| 10   | 74 | Domenico Rosso di Cerami | Principe D. Cerami        | Maserati Tipo 26 M        | 14    | + 3 min 15 s 2             | 9      |
| Abd. | 56 | Mario Dafarra            | Privé                     | Bugatti Type 35B          | 10    |                            | 2      |
| Np.  | 60 | Amedeo Ruggeri           | Officine Alfieri Maserati | Maserati Tipo 26 M        |       | Partant dans le groupe 1   |        |
| Np.  | 64 | « X »                    | Privé                     | « X »                     |       | Non partant                |        |
| Np.  | 80 | Emilio Gola              | Privé                     | Bugatti Type 35B          |       | Non partant                |        |

- Légende: Abd.=Abandon ; Np.=Non partant

### Troisième manche

#### Grille de départ
| 1re ligne | Pos. 1        | Pos. 2      | Pos. 3         | Pos. 4             | Pos. 5              |
|           | Varzi Bugatti | E. Maserati | Chiron Bugatti | Campari Alfa Romeo | Nuvolari Alfa Romeo |

#### Classement de la course
| Pos. | no | Pilote           | Écurie                     | Châssis           | Tours | Temps/Abandon              | Grille |
| ---- | -- | ---------------- | -------------------------- | ----------------- | ----- | -------------------------- | ------ |
| 1    | 82 | Achille Varzi    | Automobiles Ettore Bugatti | Bugatti Type 54   | 14    | 36 min 21 s 0 (158,5 km/h) | 1      |
| 2    | 88 | Louis Chiron     | Automobiles Ettore Bugatti | Bugatti Type 54   | 14    | + 27 s 0                   | 3      |
| 3    | 92 | Tazio Nuvolari   | SA Alfa Romeo              | Alfa Romeo Tipo A | 14    | + 46 s 8                   | 5      |
| 4    | 90 | Giuseppe Campari | SA Alfa Romeo              | Alfa Romeo Tipo A | 14    | + 1 min 1 s 6              | 4      |
| 5    | 86 | Ernesto Maserati | Officine Alfieri Maserati  | Maserati Tipo V4  | 14    | + 2 min 6 s 4              | 2      |
| Np.  | 84 | « X »            | Privé                      | « X »             |       | Non partant                |        |

- Légende: Np.=Non partant

### Manche de repêchage

#### Grille de départ
| 1re ligne | Pos. 1                 | Pos. 2             | Pos. 3               | Pos. 4         | Pos. 5 |
|           | Borzacchini Alfa Romeo | Minozzi Alfa Romeo | Étancelin Alfa Romeo | Ghersi Bugatti | *      |

#### Classement de la course
| Pos. | no | Pilote              | Écurie                    | Châssis          | Tours | Temps/Abandon              | Grille |
| ---- | -- | ------------------- | ------------------------- | ---------------- | ----- | -------------------------- | ------ |
| 1    | 58 | Baconin Borzacchini | SA Alfa Romeo             | Alfa Romeo Monza | 14    | 37 min 47 s 8 (152,5 km/h) | 1      |
| 2    | 68 | Pietro Ghersi       | Privé                     | Bugatti Type 35B | 14    | + 8 s 2                    | 4      |
| 3    | 70 | Giovanni Minozzi    | SA Alfa Romeo             | Alfa Romeo Monza | 14    | + 9 s 4                    | 2      |
| 4    | 76 | Philippe Étancelin  | Privé                     | Alfa Romeo Monza | 9     | Accident                   | 3      |
| Np.  | 10 | Renato Balestrero   | Privé                     | Bugatti Type 35  |       | Non partant                |        |
| Np.  | 20 | Giuseppe Morandi    | Privé                     | Bugatti Type 35  |       | Non partant                |        |
| Np.  | 22 | Emilio Romano       | Privé                     | Bugatti Type 35  |       | Non partant                |        |
| Np.  | 40 | Gerolamo Antonaci   | Privé                     | Bugatti Type 35  |       | Non partant                |        |
| Np.  | 86 | Ernesto Maserati    | Officine Alfieri Maserati | Maserati Tipo V4 |       | Non partant                |        |

- Légende: Np.=Non partant

### Manche finale

#### Grille de départ
| 1re ligne | Pos. 1            | Pos. 2                 | Pos. 3           | Pos. 4              | Pos. 5             |
| --------- | ----------------- | ---------------------- | ---------------- | ------------------- | ------------------ |
|           | Minoia Alfa Romeo | Borzacchini Alfa Romeo | Dreyfus Maserati | Fagioli Maserati    | Minozzi Alfa Romeo |
| 2e ligne  | Pos. 6            | Pos. 7                 | Pos. 8           | Pos. 9              | Pos. 10            |
|           | Lehoux Bugatti    | Varzi Bugatti          | Chiron Bugatti   | Nuvolari Alfa Romeo | *                  |

#### Classement de la course
| Pos. | no | Pilote                           | Écurie                     | Châssis                   | Tours | Temps/Abandon                  | Grille |
| ---- | -- | -------------------------------- | -------------------------- | ------------------------- | ----- | ------------------------------ | ------ |
| 1    | 66 | Luigi Fagioli                    | Officine Alfieri Maserati  | Maserati 8C 2800          | 35    | 1 h 32 min 39 s 4 (155,5 km/h) | 4      |
| 2    | 58 | Baconin Borzacchini              | SA Alfa Romeo              | Alfa Romeo Monza          | 35    | + 1 min 15 s 2                 | 2      |
| 3    | 82 | Achille Varzi                    | Automobiles Ettore Bugatti | Bugatti Type 54           | 35    | + 1 min 40 s 2                 | 7      |
| 4    | 54 | Ferdinando Minoia Tazio Nuvolari | SA Alfa Romeo              | Alfa Romeo 8C 2300 Spider | 34    | + 1 tour                       | 1      |
| 5    | 70 | Giovanni Minozzi                 | SA Alfa Romeo              | Alfa Romeo Monza          | 34    | + 1 tour                       | 5      |
| 6    | 44 | Marcel Lehoux                    | Privé                      | Bugatti Type 51           | 33    | + 2 tours                      | 6      |
| 7    | 88 | Louis Chiron                     | Automobiles Ettore Bugatti | Bugatti Type 54           | 27    | + 8 tours                      | 8      |
| Abd. | 62 | René Dreyfus                     | Officine Alfieri Maserati  | Maserati 8C 2800          | 26    | Piston                         | 3      |
| Abd. | 92 | Tazio Nuvolari                   | SA Alfa Romeo              | Alfa Romeo Tipo A         | 9     | Piston                         | 9      |
| Np.  | 16 | Amedeo Ruggeri                   | Officine Alfieri Maserati  | Maserati Tipo 26 B        |       | Retrait volontaire             |        |
| Np.  | 4  | Stanisław Czaykowski             | Privé                      | Bugatti Type 35           |       | Retrait volontaire             |        |
| Np.  | 8  | Carlo Pedrazzini                 | Privé                      | Maserati Tipo 26 B        |       | Retrait volontaire             |        |
| Np.  | 28 | Clemente Biondetti               | Privé                      | Bugatti Type 35C          |       | Retrait volontaire             |        |
| Np.  | 68 | Pietro Ghersi                    | Privé                      | Bugatti Type 35B          |       | Retrait volontaire             |        |
| Np.  | 90 | Giuseppe Campari                 | SA Alfa Romeo              | Alfa Romeo Tipo A         |       | Trianglerie de boite           |        |

- Légende: Abd.=Abandon ; Np.=Non partant

## Pole position et record du tour
- Voiturettes (1 100 cm3)
  - Pole position :  José Scaron (Amilcar) par tirage au sort.
  - Meilleur tour en course :  José Scaron (Amilcar) en 2 min 58 s 8 (138,1 km/h) au deuxième tour.
- Voitures de Grand Prix (+ 1 100 cm3)
  - Groupe 1 (2 000 cm3)
    - Pole position :  Stanisław Czaykowski (Bugatti) par tirage au sort.
    - Meilleur tour en course :  Clemente Biondetti (Bugatti) en 2 min 43 s 0 (151,5 km/h).

  - Groupe 2 (3 000 cm3)
    - Pole position :  Ferdinando Minoia (Alfa Romeo) par tirage au sort.
    - Meilleur tour en course :  René Dreyfus (Maserati) en 2 min 32 s 6 (161,9 km/h) au quatorzième tour.

  - Groupe 3 (+ 3 000 cm3)
    - Pole position :  Achille Varzi (Bugatti) par tirage au sort.
    - Meilleur tour en course :  Tazio Nuvolari (Alfa Romeo) en 2 min 31 s 6 (162,9 km/h).

  - Repêchage
    - Pole position :  Baconin Borzacchini (Alfa Romeo) par tirage au sort.
    - Meilleur tour en course :  Baconin Borzacchini (Alfa Romeo) et  Pietro Ghersi (Bugatti) en 2 min 38 s 4 (155,9 km/h).

  - Final
    - Pole position :  Ferdinando Minoia (Alfa Romeo) par tirage au sort.
    - Meilleur tour en course :  Achille Varzi (Maserati) en 2 min 30 s 0 (164,7 km/h) au dixième tour.

## Tours en tête
- Voiturettes (1 100 cm3)
  -  José Scaron : 20 tours (1-20).
- Voitures de Grand Prix (+ 1 100 cm3)
  - Groupe 1 (2 000 cm3) : pas de données
  - Groupe 2 (3 000 cm3)
    -  Luigi Fagioli : 11 tours (1-4 / 7-10 / 12-14).
    -  René Dreyfus : 3 tours (5-6 / 11).

  - Groupe 3 (+ 3 000 cm3) : pas de données
  - Repêchage : pas de données.
  - Final
    -  Luigi Fagioli : 33 tours (1-16 / 19-35).
    -  René Dreyfus : 2 tours (17-18).